# Pohár UEFA 1977/1978
Sezóna 1977/78 Poháru UEFA byla 20. ročníkem tohoto poháru a zároveň sedmým pod tímto názvem. Vítězem se stal tým PSV Eindhoven.

## První kolo
| Domácí v 1. zápase       | Celkem | Hosté v 1. zápase       | 1. zápas | 2. zápas    |
| ------------------------ | ------ | ----------------------- | -------- | ----------- |
| Eintracht Frankfurt      | 5–0    | Sliema Wanderers        | 5–0      | 0–0         |
| AZ Alkmaar               | 16–1   | FA Red Boys Differdange | 11–1     | 5–0         |
| Aston Villa FC           | 6–0    | Fenerbahce              | 4–0      | 2–0         |
| FC Barcelona             | 8–2    | FC Steaua Bucureşti     | 5–1      | 3–1         |
| SEC Bastia               | 5–3    | Sporting CP             | 3–2      | 2–1         |
| FC Bayern Mnichov        | 12–0   | Mjøndalen IF            | 8–0      | 4–0         |
| Boavista FC              | 1–5    | SS Lazio                | 1–0      | 0–5         |
| Bohemian FC              | 0–4    | Newcastle United FC     | 0–0      | 0–4         |
| FC Carl Zeiss Jena       | 6–5    | Altay SK                | 5–1      | 1–4         |
| Dundee United FC         | 1–3    | KB                      | 1–0      | 0–3         |
| Fiorentina               | 1–5    | Schalke 04              | 0–3      | 1–2         |
| BK Frem                  | 1–8    | Grasshopper Club Zürich | 0–2      | 1–6         |
| Glenavon FC              | 2–11   | PSV Eindhoven           | 2–6      | 0–5         |
| Górnik Zabrze            | 5–3    | FC Haka                 | 5–3      | 0–0         |
| FC Internazionale Milano | 0–1    | Dinamo Tbilisi          | 0–1      | 0–0         |
| FK Dynamo Kyjev          | 1–1(v) | Eintracht Braunschweig  | 1–1      | 0–0         |
| Landskrona BoIS          | 0–6    | Ipswich Town FC         | 0–1      | 0–5         |
| UD Las Palmas            | 8–4    | FK Sloboda Tuzla        | 5–0      | 3–4         |
| Lens                     | 4–3    | Malmo FF                | 4–1      | 0–2         |
| LASK Linz                | 3–9    | Újpest FC               | 3–2      | 0–7         |
| Odra Opole               | 2–3    | 1. FC Magdeburg         | 1–2      | 1–1         |
| Olympiakos Pireus        | 4–6    | Dinamo Záhřeb           | 3–1      | 1–5         |
| Manchester City FC       | 2–2(v) | Widzew Lodz             | 2–2      | 0–0         |
| PFC Marek Dupnitsa       | 3–2    | Ferencvarosi TC         | 3–0      | 0–2         |
| SK Rapid Wien            | 1–3    | TJ Internacional        | 1–0      | 0–3         |
| RWD Molenbeek            | 2–1    | Aberdeen FC             | 0–0      | 2–1         |
| Servette FC              | 1–2    | Athletic Bilbao         | 1–0      | 0–2         |
| Standard Liège           | (v)3–3 | Slavia Praha            | 1–0      | 2–3         |
| IK Start                 | 8–0    | Fram                    | 6–0      | 2–0         |
| ASA Târgu Mureş          | 1–3    | AEK Athény FC           | 1–0      | 0–3         |
| Turín FC                 | 4–1    | APOEL                   | 3–0      | 1–1         |
| FC Zürich                | 2–1    | PFK CSKA Sofia          | 1–0      | 1–1(prodl.) |

## Druhé kolo
| Domácí v 1. zápase | Celkem    | Hosté v 1. zápase       | 1. zápas | 2. zápas    |
| ------------------ | --------- | ----------------------- | -------- | ----------- |
| AEK Athény FC      | 3–6       | Standard Liège          | 2–2      | 1–4         |
| AZ Alkmaar         | 2–2(pen.) | FC Barcelona            | 1–1      | 1–1         |
| Aston Villa FC     | 3–1       | Górnik Zabrze           | 2–0      | 1–1         |
| SEC Bastia         | 5–2       | Newcastle United FC     | 2–1      | 3–1         |
| FC Bayern Mnichov  | 3–2       | PFC Marek Dupnitsa      | 3–0      | 0–2         |
| TJ Internacional   | 2–5       | Grasshopper Club Zürich | 1–0      | 1–5         |
| Ipswich Town FC    | 4–3       | UD Las Palmas           | 1–0      | 3–3         |
| KB                 | 2–6       | Dinamo Tbilisi          | 1–4      | 1–2         |
| SS Lazio           | 2–6       | Lens                    | 2–0      | 0–6(prodl.) |
| 1. FC Magdeburg    | 7–3       | Schalke 04              | 4–2      | 3–1         |
| RWD Molenbeek      | 2–2(pen.) | FC Carl Zeiss Jena      | 1–1      | 1–1         |
| IK Start           | 1–4       | Eintracht Braunschweig  | 1–0      | 0–4         |
| Turín FC           | 3–2       | Dinamo Záhřeb           | 3–1      | 0–1         |
| Újpest FC          | 2–3       | Athletic Bilbao         | 2–0      | 0–3(prodl.) |
| Widzew Lodz        | 3–6       | PSV Eindhoven           | 3–5      | 0–1         |
| FC Zürich          | 3–7       | Eintracht Frankfurt     | 0–3      | 3–4         |

## Třetí kolo
| Domácí v 1. zápase  | Celkem    | Hosté v 1. zápase       | 1. zápas | 2. zápas |
| ------------------- | --------- | ----------------------- | -------- | -------- |
| Aston Villa FC      | 3–1       | Athletic Bilbao         | 2–0      | 1–1      |
| SEC Bastia          | 5–3       | Turín FC                | 2–1      | 3–2      |
| FC Carl Zeiss Jena  | 4–1       | Standard Liège          | 2–0      | 2–1      |
| Eintracht Frankfurt | 6–1       | FC Bayern Mnichov       | 4–0      | 2–1      |
| Ipswich Town FC     | 3–3(pen.) | FC Barcelona            | 3–0      | 0–3      |
| 1. FC Magdeburg     | 4–2       | Lens                    | 4–0      | 0–2      |
| PSV Eindhoven       | 4–1       | Eintracht Braunschweig  | 2–0      | 2–1      |
| Dinamo Tbilisi      | 1–4       | Grasshopper Club Zürich | 1–0      | 0–4      |

## Čtvrtfinále
| Domácí v 1. zápase  | Celkem | Hosté v 1. zápase       | 1. zápas | 2. zápas |
| ------------------- | ------ | ----------------------- | -------- | -------- |
| Aston Villa FC      | 3–4    | FC Barcelona            | 2–2      | 1–2      |
| SEC Bastia          | 9–6    | FC Carl Zeiss Jena      | 7–2      | 2–4      |
| 1. FC Magdeburg     | 3–4    | PSV Eindhoven           | 1–0      | 2–4      |
| Eintracht Frankfurt | 3–3(v) | Grasshopper Club Zürich | 3–2      | 0–1      |

## Semifinále
| Domácí v 1. zápase      | Celkem | Hosté v 1. zápase | 1. zápas | 2. zápas |
| ----------------------- | ------ | ----------------- | -------- | -------- |
| Grasshopper Club Zürich | 3–3(v) | SEC Bastia        | 3–2      | 0–1      |
| PSV Eindhoven           | 4–3    | FC Barcelona      | 3–0      | 1–3      |

## Finále
| 26. dubna 1978 |       |               |                                                                                     |
| SEC Bastia     | 0 – 0 | PSV Eindhoven | Stade Armand Cesari, Bastia diváci: 15 000 rozhodčí: Dusall Maksimovic (Jugoslávie) |
|                |       |               | Stade Armand Cesari, Bastia diváci: 15 000 rozhodčí: Dusall Maksimovic (Jugoslávie) |

| 9. května 1978                                                         |       |            |                                                                               |
| PSV Eindhoven                                                          | 3 – 0 | SEC Bastia | Philips Stadion, Eindhoven diváci: 27 000 rozhodčí: Nicolae Rainea (Rumunsko) |
| Willy van de Kerkhof 24' Gerrie Deijkers 67' Willy van der Kuijlen 69' |       |            | Philips Stadion, Eindhoven diváci: 27 000 rozhodčí: Nicolae Rainea (Rumunsko) |

PSV Eindhoven zvítězil celkovým skóre 3:0.

## Vítěz
| Pohár UEFA 1977/78 PSV Eindhoven Jan van Beveren, Kees Krijgh, Huub Stevens, Adrie van Kraay, Ernie Brandts, Willy van de Kerkhof, Jan Poortvliet, Willy van der Kuijlen, Harry Lubse, Gerrie Deijkers, René van de Kerkhof, Nick Deacy Trenér: Kees Rijvers |